# Magnus Strandqvist
Magnus Tore Peter Strandqvist, född 29 december 1904 i Skövde, död 19 mars 1978 i Göteborg, var en svensk professor och karikatyrtecknare.
Han var son till grosshandlaren Johan Leonard Strandqvist och Anna Elisabeth Stenlund och från 1935 gift med Irma Maria Skogberg. Strandqvist blev med. kand. 1926, med. lic. 1931 och var därefter från 1944 verksam som överläkare vid radiologiska jubileumskliniken i Göteborg innan han 1945 blev med. dr. Han blev professor vid Göteborgs högskola 1953. Strandqvist gjorde sig redan under studieåren känd som en skicklig karikatyrtecknare och utgav 1930–1932 böckerna Aesculapii söner som var illustrerad med ett 50-tal karikatyrteckningar och han medverkade med teckningar i boken Doktorn kan komma som utgavs 1936. Han är begravd på Västra kyrkogården i Göteborg.